# Meioneta lauta
Meioneta lauta är en spindelart som beskrevs av Alfred Frank Millidge 1991. Meioneta lauta ingår i släktet Meioneta och familjen täckvävarspindlar.
Artens utbredningsområde är Peru. Inga underarter finns listade i Catalogue of Life.